# Valeriana potopensis
Valeriana potopensis là một loài thực vật có hoa trong họ Kim ngân. Loài này được Briq. miêu tả khoa học đầu tiên năm 1914.